# Торгашова, Евгения Владимировна
Евгения Владимировна Торгашова — советская и российская актриса, заслуженная артистка России (2004).

## Биография
Евгения Торгашова родилась 18 декабря 1953 года. В 1975 году окончила театральное училище им. И. А. Слонова (курс Юрия Михайловича Сагьянца и Риммы Беляковой). С 1975 года, после выпуска из училища, является актрисой Саратовского академического театра драмы.
В 2007 году на областном театральном фестивале «Золотой Арлекин» была удостоена приза за лучшую женскую роль второго плана.
Осенью 2007 года Евгения Торгашова получила серьёзную травму — перелом шейки бедра. После операции и долгого восстановительного лечения вернулась к работе и в декабре 2008 года вновь вышла на сцену в спектакле «Дом Бернарды Альбы».

## Роли в театре
- «Прошлым летом в Чулимске» Александра Вампилова — Валентина
- «Идиот» Ф. М. Достоевского — Аглая
- «Муж и жена снимут комнату» Михаила Рощина — Алёна
- «Татуированная роза» Теннесси Уильямса — Роза
- «Притворщики» Эмиля Брагинского и Эльдара Рязанова — Алла
- «Тихий Дон» Михаила Шолохова — Дуняша
- 1977 — «Ужасные родители» Жана Кокто. Режиссёр: Александр Дзекун — Мадлен
- 1979 — «Гекуба» Еврипида. Режиссёр: Александр Дзекун — Поликсена
- «Игра воображения» Эмиля Брагинского — Женя
- «Отпуск по ранению» В. Кондратьева — Тоня
- «Комната» Эмиля Брагинского — Лиза
- «Каса маре» Иона Друцэ — Элеонора
- «Любовь и голуби» Владимира Гуркина — Люда
- «Авантюристка» Эмиля Брагинского — Марина
- 1984 — «Зойкина квартира» М. А. Булгакова. Режиссёр: Александр Дзекун — Манюшка
- 1984 — «Великолепный рогоносец» Фернана Кроммелинка. Режиссёр: Александр Дзекун — Корнелия
- «Священные чудовища» Жанна Кокто — Шарлотта
- 2000 — «Конкурс» Александра Галина. Режиссёр: Антон Кузнецов — Ольга Пухова
- 2005 — «Ловит волк — ловят и волка» А. Н. Островского. Режиссёр: Елена Чёрная — Анфуса Тихоновна
- 2006 — «Ночь ошибок» О. Голдсмита. Режиссёр: Римма Белякова — Миссис Хардкасл
- 2006 — «Дом Бернарды Альбы» Ф. Г. Лорка. Режиссёр: Марина Глуховская — Понсия
- 2010 — «Город ангелов» Игоря Игнатова. Режиссёр: Даниил Безносов — бабушка
- 2010 — «Сказка про Щелкунчика и мышиного короля» по сказке Гофмана. Режиссёр: Антон Коваленко — постаревшая Мари Штальбаум
- 2011 — «Парикмахерша» С. А. Медведева. Режиссёр: Константин Солдатов — Татьяна